# Floreana
Floreana (també anomenada Charles i Santa María) és una de les illes de l'arxipèlag de les Galápagos. Rep el nom en honor de Juan José Flores, el primer president de l'Equador, durant l'administració del qual el govern equatorià va prendre possessió de l'arxipèlag. També se la coneix com a Santa María en honor d'una de les caravel·les de Colom.
Té una superfície de 173 km² i una altitud màxima de 640 metres. Va ser una de les primeres illes a ser habitades i que més polèmica va causar en la premsa internacional de la primeria del segle xx. Flamencs rosats i tortugues marines nien en aquesta illa entre desembre i maig.
A la Badia de Correus, des del segle xx els baleners van fer servir un barril a manera d'oficina de correus perquè les lletres poguessin ser recollides i lliurades als destinataris, principalment a Europa i els Estats Units, pels vaixells que hi passessin en el seu viatge de retorn. A la Corona del Diable, un con volcànic submergit, es poden observar interessants formacions coral·lines.

## Fauna
L'ocell pinsà de Darwin modest (Camarhunchus pauper) és un endemisme que només viu en aquesta illa.